# Eskimoite
L'eskimoite è un minerale.